# Półgrupa cykliczna
Półgrupa cykliczna (a. monogeniczna) – półgrupa mająca jednoelementowy zbiór generatorów. Innymi słowy taka półgrupa {\displaystyle (S,\cdot ),} że
{\displaystyle S=\langle a\rangle }
dla pewnego {\displaystyle a\in S,} tj. istnieje element {\displaystyle a\in S} o tej własności, że dla każdego {\displaystyle y\in S} istnieje taka liczba naturalna {\displaystyle n,} że
{\displaystyle y=a^{n}.}

## Moc półgrup cyklicznych
- Każda nieskończona półgrupa cykliczna jest izomorficzna z półgrupą dodatnich liczb całkowitych z mnożeniem.
- Dla każdej skończonej półgrupy cyklicznej {\displaystyle S=\langle a\rangle } istnieje najmniejsza liczba naturalna {\displaystyle m,} nazywana indeksem półgrupy S, o tej własności, że {\displaystyle a^{n}=a^{m}} dla pewnego {\displaystyle n>m.} Istnieje także najmniejsza liczba {\displaystyle r,} nazywana okresem półgrupy S, dla której {\displaystyle a^{m}=a^{m+r}.} Dla każdej pary liczb naturalnych ({\displaystyle m,} {\displaystyle r}) istnieje skończona półgrupa cykliczna o indeksie {\displaystyle m} i okresie {\displaystyle r.}